# Bad Birnbach
Bad Birnbach – uzdrowiskowa gmina targowa w Niemczech, w kraju związkowym Bawaria, w rejencji Dolna Bawaria, w regionie Landshut, w powiecie Rottal-Inn, siedziba wspólnoty administracyjnej Bad Birnbach. Leży około 12 km na wschód od Pfarrkirchen, nad rzeką Rott, przy drodze B388 i linii kolejowej Pocking – Mühldorf am Inn.
Miejscowość szeroko znana ze swoich źródeł termalnych.

## Dzielnice
W skład gminy wchodzą następujące dzielnice:
- Asenham
- Aunham
- Bleichenbach
- Brombach
- Hirschbach
- Lengham
- Nindorf
- Ried
- Schatzbach
- Schwaibach
- Schwertling
- Untertattenbach
- Oberbirnbach
- Obertattenbach